# كورتشانو
كورتشانو (بالإيطالية: Corciano)‏ هي بلدية في مقاطعة بيرودجا في إقليم أومبريا في إيطاليا.

## السكان
في سنة 1861 بلغ عدد السكان 4٬272 نسمة، وتطور العدد ليصل في سنة 2011 لـ 20٬255 نسمة.
يظهر هذا المخطط البياني تطور النمو السكاني لـ كورتشانو

## توأمة
لكورتشانو اتفاقيات توأمة مع كل من:
- Pentling [الإنجليزية]‏
- سيفريو
- Libiąż [الإنجليزية]‏